# Тисячокутник

Правильний тисячокутник

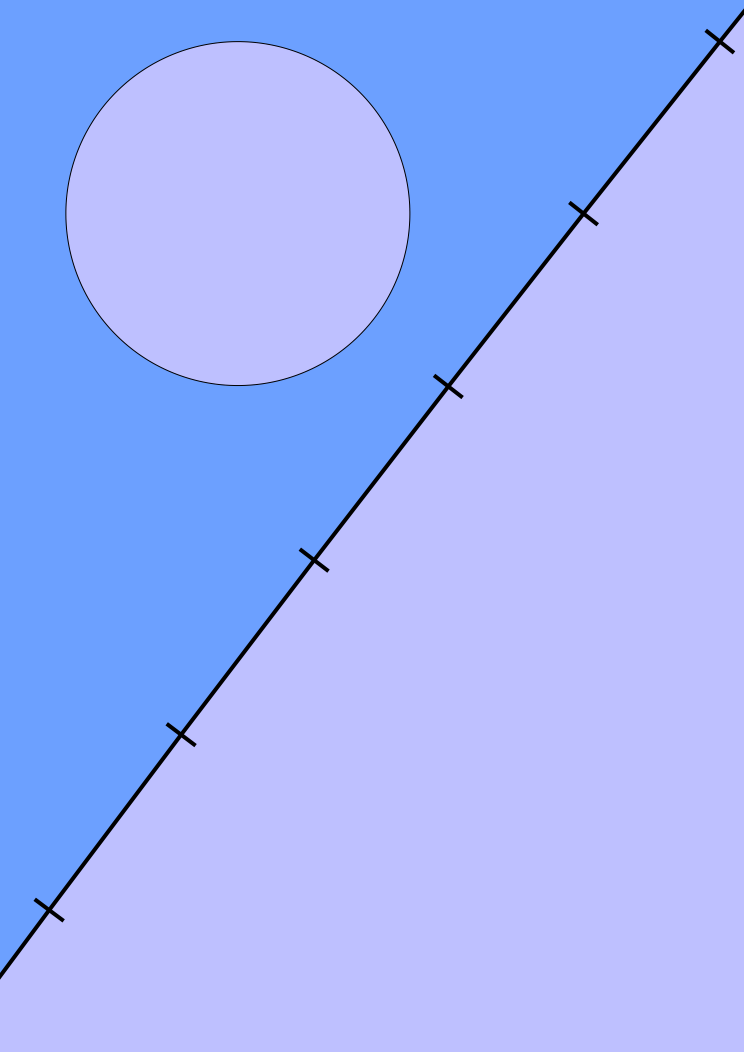
Візуально цілий правильний тисячокутник неможливо відрізнити від круга. На малюнку — частина тисячокутника у 200-кратному збільшенні порівняно з цілим тисячокутником угорі

Тисячоку́тник (хіліаго́н; з дав.-гр. χῑλιαγωνον): у геометрії — багатокутник з 1000 сторін. Деякі філософи використовували його для ілюстрації питань, пов'язаних з мисленням.
Правильний тисячокутник позначається символом Шлефлі {1000} і може бути побудований як квазіправильний зрізаний 500-кутник — t{500}, у якому чергуються два типи сторін.

## Властивості
Кожен внутрішній кут правильного тисячокутника складає 179.64°. Площа правильного тисячокутника зі стороною довжиною a визначається як
{\displaystyle A=250a^{2}\cot {\frac {\pi }{1000}}\simeq 79577.2\,a^{2}}
Цей результат відрізняється від площі описаного навколо нього кола менше ніж на чотири мільйонних.
Оскільки 1000 = 23 × 53, кількість сторін тисячокутника не належить ні до чисел Ферма, ні до степенів 2. Таким чином, правильний тисячокутник не належить до конструйовних багатокутників.

## Філософське застосування
Рене Декарт використовує тисячокутник як приклад у своїй «Шостій медитації» для демонстрації різниці між чистим інтелектом та уявою.
Філософ П'єр Гассенді, сучасник Декарта, критикує його інтерпретацію, вважаючи, що хоча Декарт може уявити тисячокутник, він не може його зрозуміти.
Натхнені прикладом Декарта з тисячокутником, Родерік Чізем та деякі інші філософи XX століття використовують подібні приклади для висловлення подібних думок. «Ряба курка» Чізема, яка не повинна мати визначену кількість плям, щоб її можна було успішно уявити, імовірно, найвідоміша з них.

## Хіліаграмма
Хіліаграмма — 1000-стороння зірка. Існує 199 правильних форм, поданих символом Шлефлі у вигляді {1000/n}, де n — ціле число між 2 і 500, що є взаємно простим з 1000.